# 滾輪按鈕

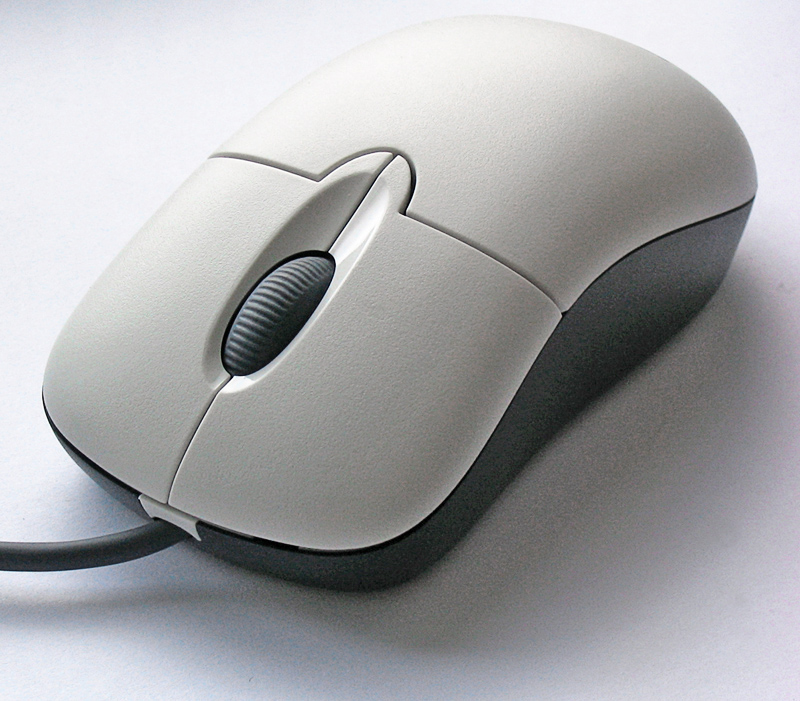
中間的滾輪就是滑鼠滾輪

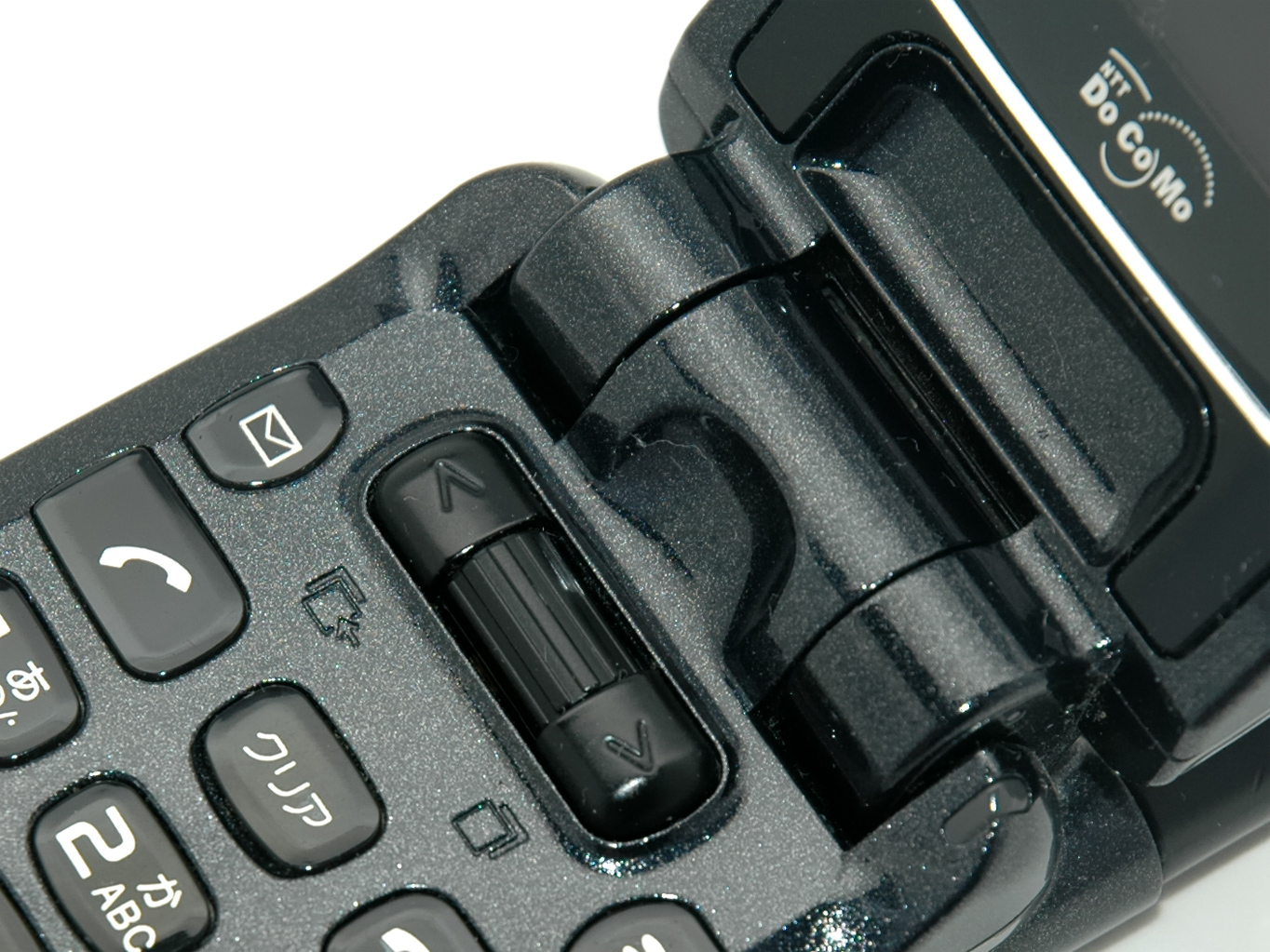
行動電話上的滾輪按鈕

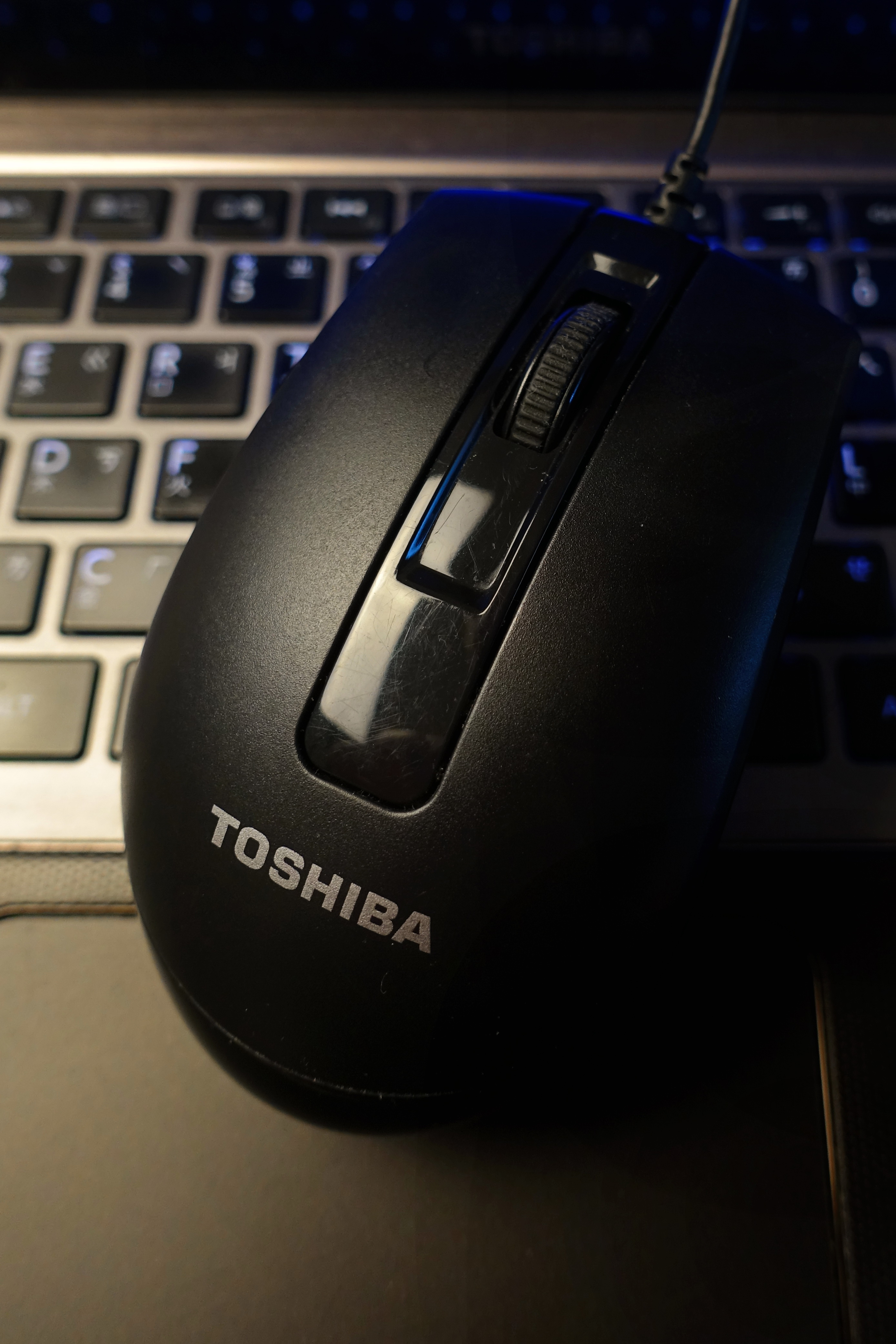
附有滾輪的東芝滑鼠

滾輪按鈕、撥輪，通常指電腦滑鼠表面的塑膠或橡膠轉輪，它位於滑鼠的左鍵與右鍵之間。

## 歷史
滑鼠滾輪經歷過多次重複獨立發明。最早的例子是1985年由日本日本電信電話和瑞士蘇黎世聯邦理工學院聯合開發的Mighty Mouse原型。

## 另見
- 單鍵飛梭